# 贝尔纳多赛昂
贝尔纳多赛昂是巴西托坎廷斯州的一个市镇。总面积926.884平方公里，总人口4518人，人口密度4.9人/平方公里。